# Дукат равнице
Дукат равнице (о Буњевцима и Шокцима Сомбора и околице) је стручна монографија аутора Марије Шеремешић и Антоније Чота, објављена 2003. године у издању ХКУД "Владимир Назор" из Сомбора.

## О ауторима
- Марија Шеремешић (Сомбор, 1948) је просветни радник у пензији. Врло је активна у Хрватском културно умјетничком друштву "Владимир Назор" у Сомбору; чланица је управе, председница Драмске и Литерарне секције, организатор је низ различитих приредби и манифестација у култури.[2]
- Антонија Чота (Београд, 1961 – 2014), хрватски културни радник из Војводине, политички и позоришни радник, публицистица, судски тумач за хрватски језик.[3]

## О књизи
Књига је приказ културе Буњеваца, Шокаца и Хрвата на подручју Сомбора и околине; Бачког Брега, Бачког Моноштора, Сонте, Вајске и Плавне.
Књига текстовима и бројним фотографијама представља народну културну баштину Хрвата из Сомбора и околине који у Сомбору живе стољећима, а у књизи је култура Буњеваца и Шокаца представљена њиховим обичајима, песмама, плесовима и ношњама.
Књигу Дукат равнице чине два дела две ауторке. Први део књиге под називом Дукат равнице: Буњевци Сомбора и околице је рад Антоније Чота и посвећен је буњевачким Хрватима. Други део књиге под називом Дукат равнице: о хрватима и Шокцима је рад Марије Шеремешић и доноси текстове о скупини народа, звана Шокци.
| „ | ја још увек шокачки диваним, и тражим прилику кад год могу; | ” |